# Today the Sun’s on Us
Today the Sun’s on Us – utwór muzyczny brytyjskiej piosenkarki Sophie Ellis-Bextor, wydany w 2007 roku jako trzeci sngel z jej płyty Trip the Light Fantastic. Teledysk do piosenki powstał na Islandii, a wyreżyserowała go Sophie Muller.

## Lista ścieżek
- Singel CD/Digital download[1][2]

1. „Today the Sun’s on Us” (Radio Edit) – 3:44
2. „Duel” – 4:24

## Notowania
| Kraj                               | Najwyższa pozycja |
| ---------------------------------- | ----------------- |
| Wielka Brytania (UK Singles Chart) | 64                |